# Nevile Henderson

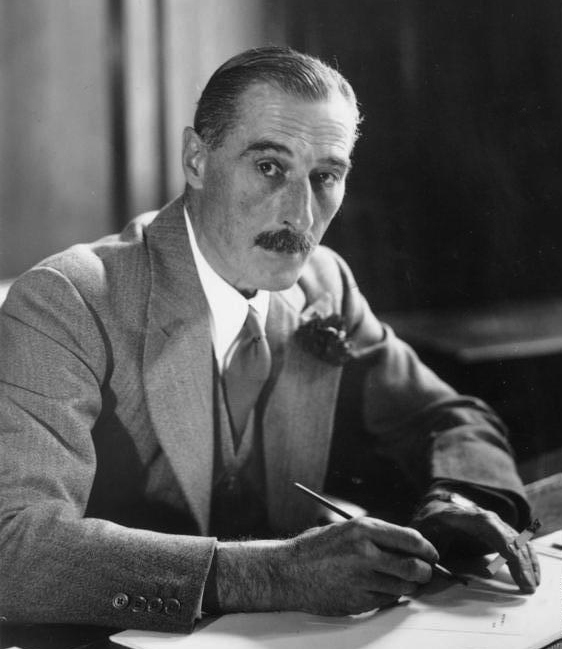
Nevile Henderson (1937)

Nevile Meyrick Henderson, född 10 juni 1882 på Sedgwick Park i Nuthurst i West Sussex, död 30 december 1942 i London, var en  brittisk diplomat
Nevile Henderson blev efter diplomatisk karriär 1929 ministre plénipotentiaire i Belgrad, 1935 ambassadör i Buenos Aires och 1937 ambassadör i Berlin. Hans uppgift var att i enlighet med Neville Chamberlains intentioner få till ett närmande mellan Storbritannien och Tyskland. Henerson var själv en ivrig anhängare av planen och gick till verket med de bästa avsikter men troligen med en stark underskattning av de problem som skulle uppstå. Han knöt vänskapliga förbindelser med olika ledande tyskar främst Hermann Göring, och företog en rad initiativ och åtgärder för att främja sitt syfte. Bland annat började han besöka partidagarna i Nürnberg som en symbol för förståelse och tillmötesgående mot nationalsocialisterna. Utvecklingen gick dock i en annan riktning än Henderson önskade. Förändringarna i den tyska regeringen i februari 1938 gav extremisterna ökad makt, och Henderson råkade snart i spänt förhållande till den nye utrikesministern Joachim von Ribbentrop, vars politik han djupt misstrodde. Trots Tysklands inmarsch i Österrike fortsatte Henderson sina ansträngningar, framlade i mars 1938 för Ribbentrop ett brittiskt förslag om allmän avspänning och uppgörelse, dock utan resultat. Under den tjeckoslovakiska krisen spelade han en betydande roll och deltog i vissa avgörande regeringssammanträden i London, dit han kallats från Berlin. Han tillrådde redan från början eftergifter från Tjeckoslovakiens sida. Under krisens slutskede varnade han för steg som skulle leda till tyska motåtgärder och var övertygad om tyskarnas avsikt att med alla medel driva igenom sina krav. Han rådde till direkta förhandlingar mellan Chamberlain och Hitler för att kringgå Ribbentrop och framförde tankar om en internationell konferens för att rädda freden. I ambassadörkonfrensen i Berlin, som hade att efter Münchenkonferensen slutreglera de tysk-tjeckoslovakiska frågorna, tog han dock med framgång ställning mot vissa ökade tyska krav. Hans fortsatta försök att få till stånd diskussioner om tysk-brittisk avspänning avbröts i mars 1939 på grund av den tyska inmarschen i Tjeckoslovakien, och han hemkallades. När han återvände i april 1939 var det för att meddela om Storbritanniens beslut att införa allmän värnplikt. Hans främsta uppgift härefter blev att tydliggöra Storbritanniens avsikt att med fast hållning stödja Polen. I motsats till sin franske kollega Robert Coulondre arbetade han även på att hitta lösningar som kunde leda till att en konflikt undveks, dock förgäves.
Henderson har utförligt i sin bok Failure of a Mission (på svenska 1943 med titeln Före katastrofen) beskrivit sina försök att rädda freden under åren fram till krigsutbrottet. Även hans slutrapport från 1939 utgavs samma år på svenska.